# Claudio Ríos
Claudio Alejandro Ríos Ortiz (* 7. Februar 1977) ist ein ehemaliger chilenischer Fußballschiedsrichterassistent.

## Karriere
Auf nationaler Ebene war Ríos Schiedsrichterassistent in der chilenischen Primera División.
Von 2015 bis 2022 stand Ríos als Schiedsrichterassistent auf der Liste der FIFA-Schiedsrichter und leitete internationale Fußballpartien. Insgesamt hatte er 28 Einsätze in der Copa Sudamericana und 61 Einsätze in der Copa Libertadores. 
Ríos war unter anderem bei der Klub-Weltmeisterschaft 2019 in Katar, bei der Copa América 2019 in Brasilien und bei der Copa América 2021 in Brasilien im Einsatz, jeweils als Assistent von Roberto Tobar. Zuvor wurde er für die U-17-Südamerikameisterschaft 2017 und die U-20-Südamerikameisterschaft 2019 in Chile nominiert.